# Tripkouw
Tripkouw is een weg en een voormalige buurtschap in de gemeente Medemblik, in de Nederlandse provincie Noord-Holland. De buurt ontleent zijn naam aan het water Trip, langs de voormalige Midwouderweg. Het tweede deel van de naam, kouw, is een verbastering van de waternaam Gouw (of Gouwtje) waar het in het verre verleden naartoe stroomde.
De weg -vroeger de Midwouderweg- is de verbindingsweg tussen de dorpen Midwoud en Oostwoud. Het was lang een eigen plaats. Maar door de groei van Midwoud en vooral het plan uit de jaren 1990 om de dorpen Oostwoud en Midwoud naar elkaar toe te laten groeien via de weg/buurtschap verdween het eigen karakter. Een grootdeel van de weg en de buurtschap viel vroeger onder het dorp Midwoud, en klein deel onder Oostwoud. Tegenwoordig valt heel de weg onder het dorp Midwoud.
In Tripkouw was vroeger een school gevestigd, het gebouw, is er nog steeds, het is tegenwoordig een Paramedisch Sport en Fitnesscentrum. Even verderop is er een Peuterspeelzaalgevestigd. Verder liggen de sportvelden van de gezamenlijke voetbalverenigingen van Midwoud en Oostwoud, het v.v. M.O.C., aan het Tripkouw.

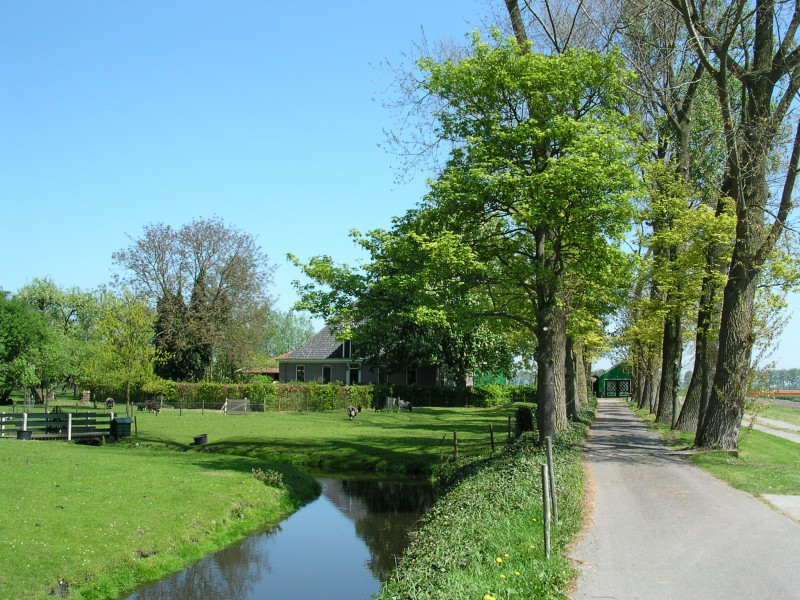
Stolpboerderij
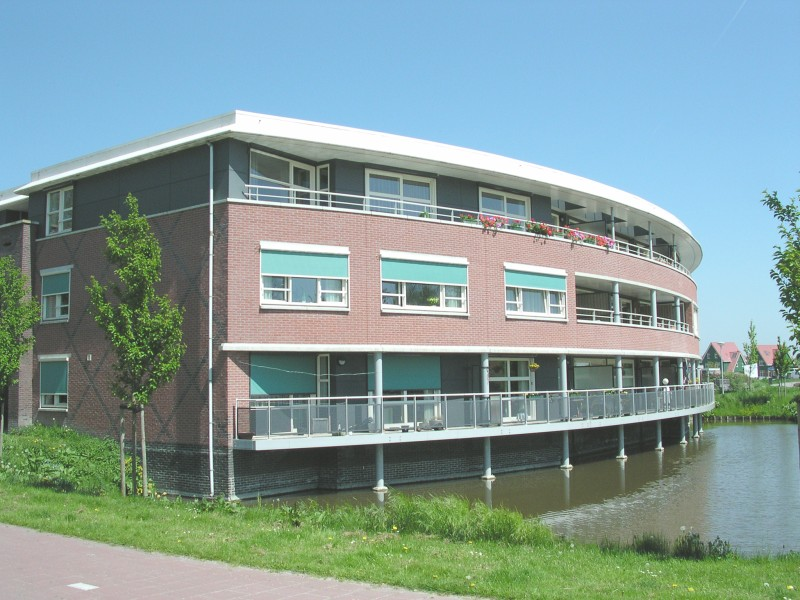
Appartmentenblok